# 吻別
《吻別》是香港歌手張學友發行的第五張國語專輯，也是其第17張錄音室專輯。其全球銷售量在發售的1993年內已達300萬張（寶麗金於1996年推算專輯累積銷量突破400萬張）。其中中國大陸的正版銷量達220萬張、臺灣達到136萬張，創下臺灣當時銷售量最高的專輯，也是臺灣歷年銷售量最多的男歌手專輯。該張專輯新曲包括《吻別》、《情網》及《相信她，關心她》，並以同名主打歌曲《吻別》最為知名，其他歌曲則為其在此前所唱的粵語歌曲重新填詞的國語版本，比如《一路上有你》（分手總要在雨天）及《每天愛你多一些》。該張專輯推出後，在多個華人地區以及歐美等地取得卓越的銷量成績，而後寶麗金唱片和環球唱片也分別在不同的年份推出該張專輯的復刻版。此專輯也入圍第5屆臺灣金曲獎最佳演唱專輯獎。

## 曲目
| 曲序     | 曲目                   |          | 作曲     | 编曲     | 备注 | 时长  |
| -------- | ---------------------- | -------- | -------- | -------- | --- | ----- |
| 1.       | 吻別                   | 何啟弘   | 殷文琦   | 殷文琦   | 新創歌曲 後來被丹麥組合Micheal Learns to Rock翻唱《Take Me to Your Heart》                                                             | 5:05  |
| 2.       | 情網                   | 劉虞瑞   | 伍思凱   | 孫崇偉   | 新創歌曲 《等你回來》國語原曲 | 4:10  |
| 3.       | Linda（國語）          | 何啟弘   | 片山圭司 | 盧東尼   | 改編自日本組合BLUEW的《リンダ》 粵語版為《Linda（無綫電視版本）》 同曲曲目：張立基《Linda》（粵語/國語）                               | 4:43  |
| 4.       | 一路上有你             | 謝明訓   | 片山圭司 | 盧東尼   | 改編自日本歌手前田亘輝的《泣けない君へのラブソング》 粵語版為《分手總要在雨天》 同曲曲目：文章《痛也要繼續》                           | 4:49  |
| 5.       | 你給我的愛最多         | 黃慶元   | 米米CLUB | 趙增熹   | 改編自日本組合米米CLUB的《愛してる》 粵語版為《還是覺得你最好》                                                                        | 5:21  |
| 6.       | 每天愛你多一些（國語） | 姚若龍   | 桑田佳祐 | 杜自持   | 改編自日本組合南方之星的《真夏の果実》 粵語版為《每天愛你多一些》 同曲曲目：剛澤斌《你在他鄉》（國語）、林慧萍《唱歌家己聽》（台語）   | 4:42  |
| 7.       | 相信她，關心她         | 陳樂融   | 黃慶元   | 孫崇偉   | 新創歌曲 | 4:36  |
| 8.       | 戀愛的人都一樣         | 何啟弘   | 濱田省吾 | 趙增熹   | 改編自日本歌手濱田省吾的《センチメンタル・クリスマス（Sentimental Christmas）》 電影《咖哩辣椒2之阿飛與阿基》主題曲 粵語版為《暗戀你》 | 4:35  |
| 9.       | 擁抱陽光               | 何啟弘   | Kan      | 趙增熹   | 改編自日本歌手Kan的《愛は勝つ》 粵語版為《壯志驕陽》                                                                                   | 3:32  |
| 10.      | 秋意濃                 | 姚若龍   | 玉置浩二 | 杜自持   | 改編自日本歌手玉置浩二的《行かないで》 粵語版為《李香蘭》                                                                              | 6:37  |
| 总时长： | 总时长：               | 总时长： | 总时长： | 总时长： | 总时长： | 49:57 |

## 音樂錄像

### 原人演出
- 吻別（寶麗金金曲卡拉OK POL33022（1993年、部分原聲）、寶麗金卡拉OK碟聖巨星MTV Vol.4（1993年、原聲）和寶麗金卡拉OK碟聖張學友原裝MUSIC VIDEOS卡拉OK精選（1994年、原聲））
- 情網（寶麗金金曲卡拉OK POL33023（1993年、部分原聲）和寶麗金卡拉OK碟聖張學友原裝MUSIC VIDEOS卡拉OK精選（1994年、原聲））

### 非原人演出
- 戀愛的人都一樣（粵語版：暗戀你）（使用相同的素材來源歌曲暗戀你從寶麗金卡拉OK碟聖張學友原裝金曲精選）（寶麗金卡拉OK碟聖26國語歌曲精選（1993年、非原聲））
- 秋意濃（粵語版：李香蘭）（使用相同的素材來源歌曲李香蘭從寶麗金卡拉OK碟聖張學友原裝金曲精選）（寶麗金卡拉OK碟聖26國語歌曲精選（1993年、非原聲））
- 吻別（寶麗金卡拉OK碟聖張學友原裝卡拉OK精選Vol.2（1993年、原聲）和寶麗金卡拉OK碟聖28巨星原裝金曲（1993年、原聲））
- 相信她，關心她（寶麗金卡拉OK碟聖張學友原裝卡拉OK精選Vol.2（1993年、原聲））
- 情網（寶麗金卡拉OK碟聖張學友原裝卡拉OK精選Vol.2（1993年、原聲））

## 發行版本
《吻別》共有超過10個國家的版本，其中比較著名的是台灣原版和日本24K金碟版，成為唱片收藏愛好者中極具影響力的唱片之一。當時寶麗金唱片公司亦有發行卡帶以及黑膠唱片。時至今日，首版以及海外版本的《吻別》亦被炒高價格，在eBay等知名拍賣網站中台灣首版的《吻別》價格已經高達一万美元以上，而日本24K金碟版的價格亦達到九千美元，唯其後早期批次(1A2、1A3版本)已有降價，只有少量後期批次版因數量少而繼續被炒高價格。
- 台灣版 (1993)
- さよならのキス (日本版) (1995)
- Never
- Take Me To Your Heart(2003)
- 環球上華留聲經典復刻版（2005）

## 影響
《吻别》推出后先后被世界各地许多艺人翻唱，包括丹麦的摇滚乐队「麦克学摇滚」等。在2006年和2007年又分别被香港歌手侧田以及中国大陆歌手胡彦斌演唱到自己的专辑主打歌曲(男人KTV)中，亦可见它的巨大影响力。

### 臺灣
專輯在臺灣剛剛上市就被搶購一空，最流行的歌曲除了《吻別》外，其餘的幾首歌曲分別進入了排行榜，被許多業界人士認為是第一個在臺灣大熱的香港唱片，據統計唱片在臺銷量超過130萬張，而以臺灣的人口計算，當時每20個臺灣人就要買一張正版的《吻別》，對于《吻别》在臺灣的影響力巨大，也奠定了張學友在臺灣樂壇的王者地位。

### 香港
由於是國語唱片，且多達7首歌皆為翻唱之前張學友粵語專輯中所唱過的歌曲，所以《吻別》在香港的熱度顯然不如臺灣和中國大陸，但唱片銷量仍舊接近20萬張，是香港唱片銷量歷史上銷量最高的國語唱片之一。

### 馬來西亞
在馬來西亞，該專輯的銷量據稱已超過50萬張，[6]並繼續保持著那裡最暢銷的非英語國際專輯的記錄（相比之下，馬來西亞銷量最高的專輯銷量則超過70萬張）

### 中國大陸
《吻別》於中國大陸的正版銷量達220萬張，其影響力是先前的一些流行音樂所不能比擬的，從1994年初期開始大陸掀起了崇拜香港的流行音樂的又一個歷史高潮（之前谭咏麟，罗文等老辈歌手为第一波），而張學友隨後推的《祝福》和《真愛新曲＋精選》，《忘記你我做不到》，《想和你去吹吹風》和《走過1999》等熱門國語唱片之所以大受歡迎幾乎被認爲是與《吻別》在之前所帶來的影響力是分不開的。

### 新加坡
《吻別》在新加坡的銷量超過了20萬張，創造了新加坡唱片銷量的歷史記錄并至今保持新加坡的最高唱片銷量記錄。。

## 獎項
- 1993年度十大勁歌金曲頒獎典禮

- 「最受歡迎國語歌曲獎金獎」：《吻別》
- 「最佳填詞獎」：《吻別》

- 1993年度十大中文金曲頒獎典禮

- 「IFPI國際歌曲大獎」：《吻別》

- 1993年度台灣金曲獎頒獎典禮

- 「最佳年度歌曲」：《吻別》
- 「最佳編曲人獎」：《吻別》

- 1993年度新加坡金曲獎頒獎典禮

- 「最受歡迎歌曲」：《吻別》
- 「最受歡迎大碟」：《吻別》

- 1994年度新加坡金曲獎頒獎典禮

- 「最佳金曲獎」：《吻別》

- 中華音樂人交流協會

- 台灣流行音樂200最佳專輯（页面存档备份，存于）中NO.19